# Arsames de Gogarena
Arsames (em grego: Ἀρσάμης; romaniz.: Arsámēs) foi um nobre do começo do século III. 

## Nome
Arsames (Ἀρσάμης, Arsámēs) ou Arsamas (Ἀρσάμας, Arsámas) são as formas gregas do persa antigo Arxama (𐎠𐎼𐏁𐎠𐎶, Aršāma; de *(w)r̥šā, "touro, heroi", e *amah, "poder, força"), "ter a força de um herói". Foi registrado em aramaico como Arxém (ʾršm), em acadiano como Arxã (𒅈𒃻𒄠 / 𒅈𒌑, ⁠Aršam⁠), Arxama (𒅈𒃻𒄠𒈠 / 𒅈𒃻𒄠𒈠𒀪, ⁠Aršama / Aršamaʾ) e Arxamu (𒅈𒌑𒈬, Aršamu), em elamita como Irxama (𒅕𒐼𒈠, ⁠Iršama⁠) e Irxauma (𒅕𒐼𒌝𒈠, Iršauma⁠) e em armênio como Arxã (Արշամ, Aršam). A forma feminina, Arsame (Ἀρσαμη, Arsamē), derivada de *Arxama (*Aršāmā), é atestada na filha de Dario, o Grande (r. 522–486 a.C.).

## Vida
A existência de Arsames é atestada numa inscrição presente numa tigela de prata localizado na tumba 2 na necrópole dos vitaxas (vice-reis) de Gogarena, perto de Misqueta, datada de depois de 226. A inscrição não informa a qual dinastia Arsames pertenceu e Toumanoff propôs incluí-lo na sugerida dinastia guxárida.